# 진 혜문왕
진 혜문왕(秦 惠文王, 기원전 356년 ~ 기원전 311년)은 진나라의 제26대 군주이다. 성은 영(嬴), 휘는 사(駟)로, 효공(孝公)의 아들이며 무왕(武王)과 소양왕(昭襄王)의 아버지이다.
효공의 방침을 이어 파촉(巴蜀)을 정복해 진의 국세를 더욱 높였다. 재위 때에 진으로서는 처음으로 왕호를 사용했으므로, 왕호 사용 이전의 혜문군이라고도 불린다.

## 생애

### 상앙 숙청
태자 시절 상앙의 변법을 어겨, 그 벌로 부역과 스승인 공자 건(公子虔)과 교육 스승인 공손 가(公孫賈)가 각기 코를 자르는 형과 문신을 새기는 형에 처해졌다. 또 시종인 축환(祝懽)이 처형된 과거가 있었다. 태자는 그것을 원망하여 효공의 사후에 상앙에게 죄를 씌워 상앙을 거열형에 처하였다. 그러나 상앙의 변법은 그대로 사용해, 기본적인 국정 방침은 효공 시대와 다르지 않았다.

### 장의 등용
진나라는 상앙의 개혁에 의해, 큰폭으로 국력을 증강하여, 주변에 있는 나라는 이것을 무서워해 주나라에 주어야 할 선물이 주어지는 만큼 강해졌다. 이 국력을 바탕으로 모략가인 장의를 등용하고, 종종 위, 제, 초나라등을 토벌했으며, 기원전 324년에 왕호를 사용하였다.
기원전 318년에 한, 조, 위, 연, 초나라의 5개국이 연합군을 결성하여 진나라에 쳐들어왔으나, 혜문왕은 저리질(樗里疾)에 군사를 맡겨 이들 연합군을 격파하였다.

### 파촉의 병합
또 기원전 316년에는 관중(진의 본토)의 배후지인 파촉을 병합한다.이 지역에는 삼성퇴문화(三星堆文化)를 근본으로 한 독자적인 문화를 가진 나라가 번창하고 있었고, 이 나라는 주나라에 복속하고 있었다. 혜문왕은 촉 정벌 전에 장의와 사마조에게 촉을 취해야할 것인가를 자문했다. 장의는 촉을 취하는 것에 반대해 나라의 중앙인 주나라를 취해야 한다고 주장했으나, 사마조는 촉을 취하고 배후지를 얻어야 한다고 주장했다. 혜문왕은 사마조의 의견을 채용하고 촉을 정벌하여 큰 곡창지대를 얻게 되었다. 또한 장강 하류에 있는 초에 대하여 강을 사용한 군대의 이동이 가능하게 되어, 이전에 비하여 압도적으로 유리한 입장에 서게 되었다.

### 초나라 토벌과 한중군 설치
기원전 312년, 초나라가 진나라에 쳐들어가 왔을 때, 반대로 초의 한중 지방에 쳐들어가 그 땅에 한중군을 설치했으며, 초나라가 다시 침공해 오자, 함양에 가까운 남전(藍田)에서 이들을 격파했는데, 이 사건은 초나라가 쇠퇴와 멸망으로 가는 전초가 된다.
혜문왕은 다음 해인 기원전 311년에 사망했다. 상앙을 미워하면서도 그 변법은 폐지를 안하고 유지한 것은, 초나라의 국정을 개혁의 선도자였던 오기가 살해되었고, 그 이후, 초나라가 오기가 개혁을 했던 성과를 파기한 일과 비교할 때 높이 평가받고 있다. 또한 파촉을 병합한 일은, 진나라가 최강국으로 성장한 요인의 하나로 평가를 받았다.

## 가족 관계
- 사료에 남아있는 왕후와 비빈
  - 왕후 : 혜문후 (위나라 사람)
  - 비빈 : 미팔자 (초나라 사람)
- 아들
  - 공자 통
  - 진 무왕 - 왕후 혜문후 소생
  - 공자 장 - 진 소양왕보다 형
  - 공자 옹 - 진 소양왕보다 형
  - 진 소양왕 (영직) - 미팔자 소생
  - 공자 운 (촉후휘)
  - 공자 비 (고릉군) - 미팔자 소생
  - 공자 리 (경양군) - 미팔자 소생
  - 학자 마페이바이(马非百)는 공자 요, 공자 지도 혜문왕의 서자로 여기고 있다.
- 딸
  - 연역왕후 - 사료에 남아있는 진 혜문왕의 유일한 딸

| 전임 아버지 효공 거량 | 제26대 중국 진나라의 군주 기원전 338년 ~ 기원전 324년 | 후임 (왕으로 승격) |

|  | 제1대 중국 진나라 왕 기원전 324년 ~ 기원전 311년 | 후임 아들 무왕 탕 |